# مصطفى الكيلاني
مصطفى الكيلاني (1950 - 10 مايو 2017) لاعب كرة قدم مصري ومعلق رياضي شهير ونجم نادي الترسانة سابقا.

## عن حياته
مصطفى الكيلاني من مواليد 1950 في القاهرة . كان الكيلاني مذيعا في إذاعة الشباب والرياضة، وبدأ مسيرته كمعلق كرة قدم عام 1985 وقد لعب في نادي الأهلي المصري والترسانة وعمل أبضا مع قناة تن الموسم الماضي معلقا على مباريات الدوري المصري.
اشتهر الكيلاني بمقولة «يا خبر ابيض» أثناء تعليقه على المباريات سواء عند احراز الأهداف أو تعليقا على فرصة خطيرة ضائعة.

## وفاته
توفي يوم الأربعاء 10 مايو 2017 في القاهرة في مصر بسبب أزمة قلبية تعرض لها عن عمر يناهز 67 سنة.

## ردود الفعل بعد وفاته
- نعت وزارة الشباب والرياضة وفاة المعلق الرياضي المصري مصطفى الكيلاني في بيان لها.[6]
- نعى حسين زين رئيس الهيئة الوطنية للإعلام الكابتن مصطفى الكيلاني.[7]